# Urgedra oslaca
Urgedra oslaca är en fjärilsart som beskrevs av William Schaus 1928. Urgedra oslaca ingår i släktet Urgedra och familjen tandspinnare. Inga underarter finns listade i Catalogue of Life.